# Saccharomycetaceae
Saccharomycetaceae G. Winter – rodzina grzybów należąca do rzędu Saccharomycetales, której typem nomenklatorycznym jest Saccharomyces.

## Systematyka
Pozycja w klasyfikacji według Index Fungorum: Saccharomycetaceae, Saccharomycetales, Saccharomycetidae, Saccharomycetes, Saccharomycotina, Ascomycota, Fungi.
Rodzinę Saccharomycetaceae utworzył Heinrich Georg Winter w pierwszym tomie drugiej edycji „Rabenhorst's Kryptogamen-Flora” z 1884.
Rodzina ta jest zaliczana według kodeksu Index Fungorum do rzędu Saccharomycetales. Należą do niej liczne rodzaje, m.in.:
- Citeromyces Santa María 1957
- Cyniclomyces Van der Walt & D.B. Scott 1971
- Debaryomyces Lodder & Kreger-van Rij 1984
- Dekkera Van der Walt 1964
- Enteroramus Lichtw., M.M. White, Cafaro & J.K. Misra 1999
- Grigorovia Gouliamova & Dimitrov 2020
- Hagleromyces Sousa, Morais, Lachance & Rosa 2014
- Issatchenkia Kudryavtsev 1960
- Kazachstania Zubcova 1971
- Komagataella Y. Yamada, M. Matsuda, K. Maeda & Mikata 1995
- Kluyveromyces Van der Walt 1956
- Kuraishia Y. Yamada et al. 1994
- Kurtzmaniella Lachance & Starmer 2008
- Lachancea Kurtzman 2003
- Saccharomyces Meyen 1838 – drożdże[2]
- Schwanniomyces Klöcker 1909
- Spathaspora N.H. Nguyen, S.O. Suh & M. Blackw. 2006
- Tetrapisispora Ueda-Nishim. & Mikata 1999
- Vanderwaltozyma Kurtzman 2003
- Yueomyces Q.M. Wang, L. Wang, M. Groenew. & Boekhout 2015
- Zygosaccharomyces B.T.P. Barker 1901
- Zygotorulaspora Kurtzman 2003